# ترنس اروین
ترنس هنری ایروین عضو آکادمی بریتانیا (‎/ˈɜːrwɪn/‎؛ متولد ۲۱ آوریل ۱۹۴۷) که معمولاً با نام تی اچ اروین نامیده می‌شود، یک محقق و فیلسوف متخصص در فلسفه یونان باستان و تاریخ اخلاق (یعنی تاریخ فلسفه اخلاقی غرب در دوران باستان، فلسفه اخلاق مدرن و دوران باستان) است. او بیشتر دوران حرفه ای خود را در دانشگاه کرنل گذراند و سپس از سال ۲۰۰۷ تا ۲۰۱۷ به عنوان استاد تاریخ فلسفه در دانشگاه آکسفورد و عضو کالج کبل آکسفورد شد.

## تحصیلات و حرفه
ایروین دانشجوی کارشناسی در کالج مگدالن، آکسفورد بود و در سال ۱۹۶۹ با مدرک لیسانس (معدل الف) در رشته لیترائه هیومنیوریس (مطالعات کلاسیک، فلسفه و تاریخ باستان) فارغ‌التحصیل شد. سپس در دانشگاه پرینستون نزد گرگوری ولاستوس تحصیل کرد و در سال ۱۹۷۳ با مدرک دکترای فلسفه فارغ‌التحصیل شد. او استادیار فلسفه در دانشگاه هاروارد (۱۹۷۲–۱۹۷۵) و سپس از سال ۱۹۷۵ تا ۲۰۰۷ در دانشگاه کرنل استاد فلسفه و ادبیات انسانی بود. در دانشگاه کرنل، استاد فلسفه (از ۱۹۸۲) استاد مطالعات کلاسیک (از ۱۹۹۲) و استاد فلسفه و نامه‌های انسانی (از ۱۹۹۵) بود. او در سال ۲۰۰۷ به آکسفورد رفت و در سال ۲۰۱۷ بازنشسته شد. ایروین عضو آکادمی علوم و هنر آمریکا و آکادمی بریتانیا است.

## زندگی شخصی
او با گیل فاین (استاد فلسفه در دانشگاه کرنل و استاد مدعو فلسفه باستان در آکسفورد) ازدواج کرده است.

## آثار
از آثار او، Classical Thought از مجموعهٔ تاریخ فلسفه غرب که در انتشارات دانشگاه آکسفورد چاپ شده بود دو بار به زبان فارسی ترجمه شده است:
- تاریخ فلسفه غرب (۱): تفکر در دوره باستان. ترجمه حسن فتحی، انتشارات سمت.[۳]
- اندیشه فلسفی در عصر باستان. ترجمه محمد سعید حنایی کاشانی، انتشارات روزنه.[۴]

علاوه بر این، او هشت کتاب دیگر و بیش از صد مقاله در مجلات و کنفرانس‌های مختلف دارد.